# Humboldt (Minnesota)
Humboldt è un comune degli Stati Uniti d'America, situato nello Stato del Minnesota, nella Contea di Kittson.